# Vauquelinia
Vauquelinia Corrêa ex Bonpl. – rodzaj roślin z rodziny różowatych. Obejmuje w zależności od ujęcia systematycznego trzy lub cztery gatunki. Są to kserofity występujące w południowo-zachodniej części Ameryki Północnej – w środkowym i północnym Meksyku oraz w stanach: Arizona, Nowy Meksyk i Teksas.
Nazwa naukowa rodzaju upamiętnia francuskiego farmaceutę i chemika – Nicolasa Louisa Vauquelina (1763–1829).

## Morfologia
PokrójKrzewy i niewysokie, osiągające do 8–10 m wysokości drzewa. Wykształcają pojedynczy lub wiele pędów, krótkopędów i cierni brak. Młode pędy są owłosione, u części gatunków szybko łysieją. Kora jest szara do ciemnoszarej.
LiścieZimotrwałe, rozpostarte lub wzniesione, pojedyncze, z przylistkami, które są szydlaste lub wąsko trójkątne, całobrzegie i ogruczolone. Liście są ogonkowe, o blaszce skórzastej, eliptycznej do równowąskiej, osiągającej od ok. 3 do ponad 18 cm długości. Brzeg jest piłkowany lub karbowany, rzadko liście są całobrzegie. Blaszki są owłosione, czasem łysiejące lub nagie.
KwiatyZebrane po kilkanaście lub kilkadziesiąt w baldachogroniaste kwiatostany wyrastające na końcach pędów i w kątach liści. Występują podsadki i przysadki, szypułki kwiatostanu są owłosione. Kwiaty osiągają 5–10 mm średnicy. Hypancjum jest półkuliste, o średnicy ok. 2–3 mm. Działki kielicha w liczbie 5, szerokojajowate, wzniesione. Płatki korony w liczbie 5, białe, podługowato-jajowate. Pręciki rozwijają się w liczbie 18–20 i są krótsze od płatków. Zalążnia dolna, tworzona jest przez pięć owocolistków połączonych nasadami, poza tym wolnych. Zawierają one po dwa zalążki.
OwoceWielomieszek składający się z 5 mieszków rozwijających się w trwałym hypancjum i otoczonych trwałymi działkami kielicha. W każdym mieszku zwieńczonym trwałą szyjką słupka dojrzewają dwa nasiona.

## Systematyka
Rodzaj klasyfikowany jest w obrębie rodziny różowatych Rosaceae do podrodziny Amygdaloideae, plemienia Maleae Small i podplemienia Malinae.
Wykaz gatunków
- Vauquelinia angustifolia Rydb.
- Vauquelinia australis Standl.
- Vauquelinia californica (Torr.) Sarg.
- Vauquelinia corymbosa Corrêa ex Bonpl.